# 上海南汇工业园区
上海南汇工业园区地处原南汇区中部，成立于1994年8月。成立时规划面积为9.6平方公里，其中宣桥镇占大部分。2004年，南汇工业园区规划用地面积扩展至西起沪芦高速公路，北抵卫星港，东至西乐路，南达区界和大叶公路，中间被大治河划分为南北两部分，总占地面积27.9平方公里，其中大治河以北部分12.51平方公里，大治河以南部分15.39平方公里。2006年3月，上海市人民政府正式批准上海南汇工业园区为市级工业开发区。